# Козел (геральдика)
Козел, цап — геральдична тварина у геральдиці. Для цієї негеральдичної фігури використовується багато назв: цю рогоносну тварину називають цапом або козерогом або козлищем.

## Дизайн і блазонування
Самка чи самець домашньої кози має другорядне значення в геральдиці — на відміну від овець, де ягня уособлює лагідність або Ісуса, а баран — силу і напористість.
Білий козел зображений у базовому положенні мордою праворуч. Його можна показати бігаючим або стрибаючим, але також і вертикальним. Його озброєння, тобто роги, копита і язик, можуть бути іншого кольору (з відтінком). Тварина з'являється як щитотримач, а також з'являється або росте у верхньому гербі. Також популярним є зображення тільки рогів.
Можлива плутанина з бараном, а також серною, козерогом та іншими рогатими тваринами. Опис герба має це уточнювати. Типовою характеристикою є, як правило, цапина борідка.

Повна фігура
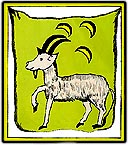
Князівство Абхазія, XVIII століття
Промовистий герб Боксберга (Баден)
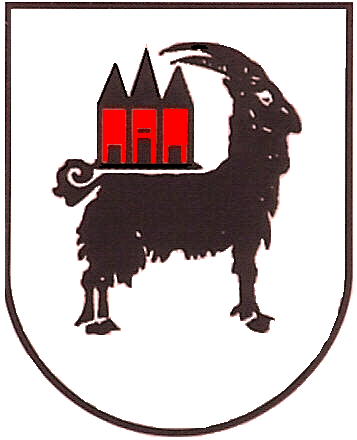
Цигенрюк (промовистий герб)
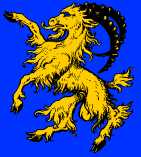
Стародавнє зображення, що формою нагадує геральдичних левів
Ґета (Аландські острови)
Натуралістичний козел (Блаубах)
Пара козлів у натуральному вигляді (Капріаска)
Герб [[Люблін|]]а - козел спирається навиноградну лозу
Кечкемет
Гросбокенхайм (Боккенгайм-ан-дер-Вайнштрассе)
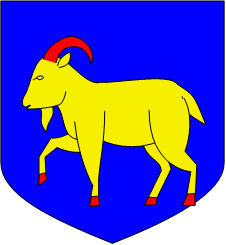
Крокуючий, дуже стилізований козел
Стрибаючий баран: Шаффгаузен (кантон)
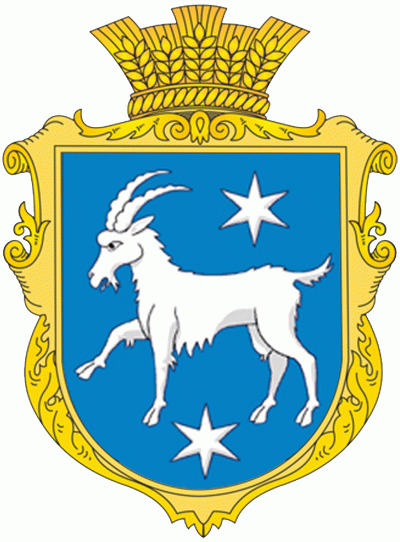
Козин (Миронівська громада)
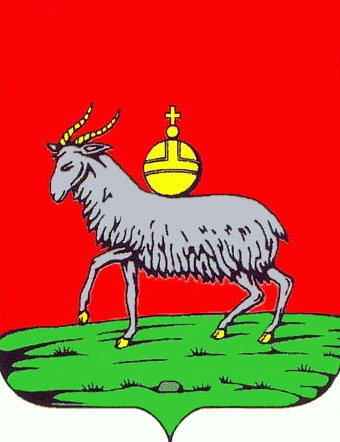
Козелець

Частини тіла
Козляча голова - Бойрен (Есслінген)
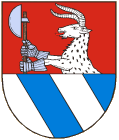
У верхньому півполі виникає півказла в рукавицях та з алебардою (Кожляни)
Кендзежин-Козьле (Польща)
Кендзежинсько-Козельський повіт
Праворуч загорнута в тканину голова, ліворуч - козяча голова в щиті (Новоґродзець)
Козлоголовий орел, (схожий на дракона,Шварценборн (Гессен))
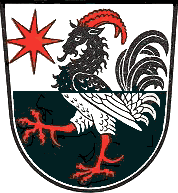
Цигенгайн - півень з головою козла
Ґлухолази (Козяча шия) - промовистий герб, (Польща)
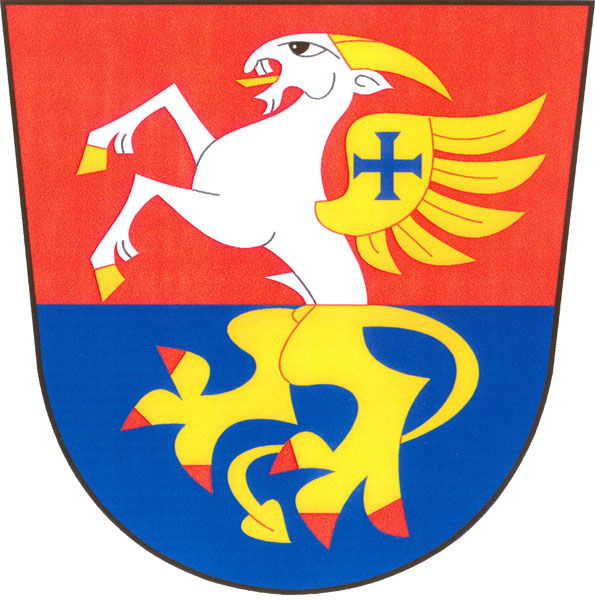
Крилатий козел Дженіс Джоплін
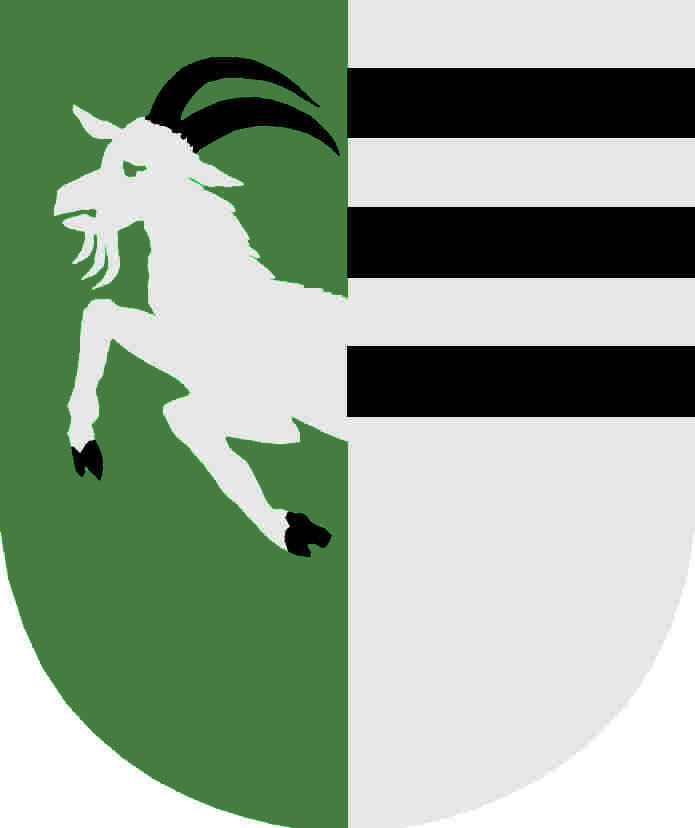
Герб Ями (Чехія)
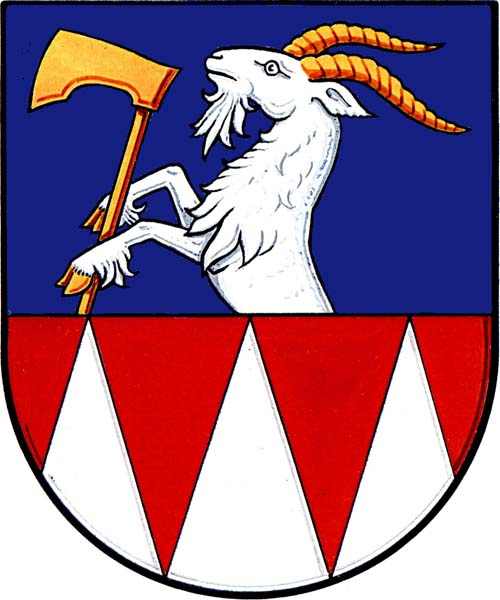
Поцмансдорф (Чехія)
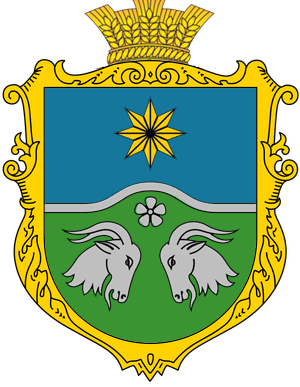
Козичанка

## Використовувати
З 1560 року відомий у гербі Гельсінгланд (Швеція). Не можна виключити більш раннє зображення герба.
На деяких гербах коза розмовляє. Прикладами є герб Цигенрюка, Боккенгайм-ан-дер-Вайнштрассе, Гайсвіллера, Гохегейса, Капрароли (Вітербо) або Боксгольма (Швеція).